# 末広恭二
末広 恭二（すえひろ きょうじ、1877年10月24日 - 1932年4月9日）は日本の造船工学者。東京帝国大学教授、地震研究所所長。日本の造船工業の発展に寄与。末広鉄腸の次男。末広恭雄の父。
1900年東京帝国大学工科大学を卒業、長崎三菱造船所に入社。1911年東大教授となる。
主に船体の応力・振動・動揺について研究した。1919年三菱造船所に研究所の設置を提案、自ら所長になる。また、関東大震災後、寺田寅彦とともに東京帝大地震研究所の創設につくし、初代所長となる。
1922年「伝動軸の捩れ計の研究」で帝国学士院賞を受賞する
1931年には米国土木学会に招かれ渡米し、日本の地震学、地震工学を紹介した。